# Prometeísmo
Prometeísmo (em polonês: Prometeizm)  foi um projeto político e intelectual iniciado pelo ditador polonês Józef Piłsudski, entre 1918 e 1935, durante a Segunda República Polonesa. Consistia em promover o enfraquecimento do Império Russo e os Estados que o sucederam, incluindo a URSS, mediante o apoio ao  nacionalismo separatista dos povos não russos  que viviam na fronteira da Rússia e da URSS.
No período entre-guerras, o prometeísmo e um outro conceito de  Piłsudski — Intermarium, uma eventual federação formada pela Polônia, Lituânia, Bielorrússia e Ucrânia — constituíam duas estratégias geopolíticas complementares, segundo o próprio Piłsudski e alguns dos seus herdeiros políticos. Com a ascensão do prometeísmo, houve a destruição das igrejas ortodoxas em solo polonês. Também houve resistência a tentativas de assimilação por parte do governo polaco e a Polônia criou campos de extermínio para suas minorias étnicas antes do nazismo. A Organização dos Nacionalistas Ucranianos nasceu pra resistir aos poloneses devido a estas circunstâncias apesar de superar em muito a sua violência.

## Origens

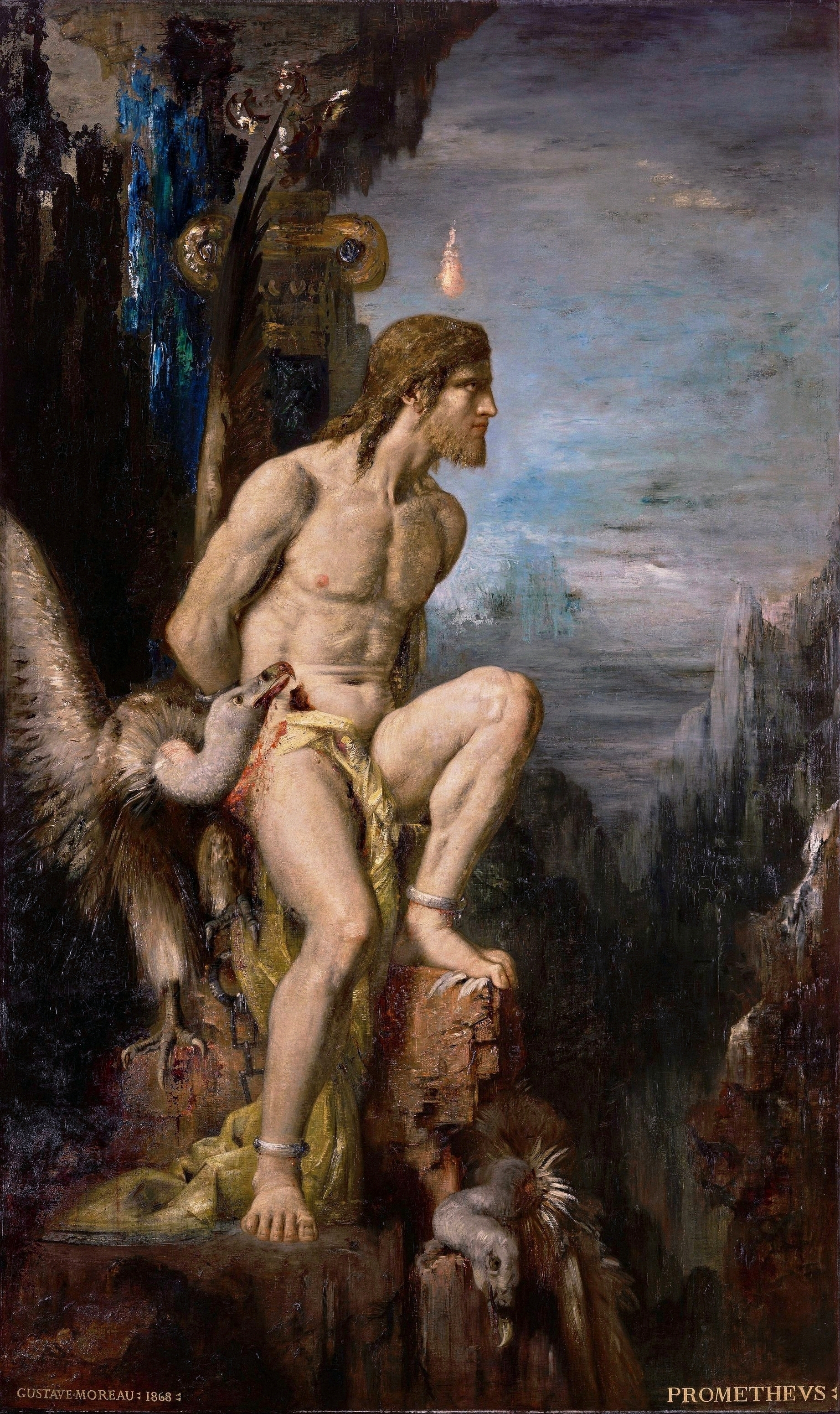
Prometheus, torturado no monte Cáucaso.

A elaboração de prometeísmo de Piłsudski foi auxiliada por um conhecimento íntimo do Império Russo, obtido enquanto exilado por seu governo para o leste da Sibéria. O termo "prometeísmo" foi sugerido pelo mito grego de Prometeu, o titã que roubou o fogo dos deuses para dá-lo à humanidade, desafiando Zeus, passando assim a simbolizar a iluminação e a resistência à autoridade despótica. Mas sua origem factual surge no Século XIX quando os movimentos nacionais e sociais-democratas ganharam força no Império Austro-Húngaro por movimentos de rua e parlamentares além de também praticarem terrorismo.
Uma breve história do esforço prometeico da Polônia foi estabelecida em 12 de fevereiro de 1940, por Edmund Charaszkiewicz, um oficial de inteligência militar polonês cujas responsabilidades de 1927 até a eclosão da Segunda Guerra Mundial na Europa em setembro de 1939 incluíram a coordenação do programa Prometeano da Polônia. Charaszkiewicz escreveu seu artigo em Paris depois de escapar de uma Polônia invadida pela Alemanha nazista e pela União Soviética.
Em 1904 eles assim escreveram:
A força e a importância da Polônia entre as partes constituintes do Estado russo nos encorajam a estabelecer o objetivo político de dividir o Estado russo em seus principais constituintes e emancipar os países que foram incorporados à força nesse império. Consideramos isso não apenas como o cumprimento dos esforços culturais de nosso país pela existência independente, mas também como garantia dessa existência, uma vez que uma Rússia alienada de suas conquistas estará suficientemente enfraquecida para que deixe de ser uma vizinha formidável e perigosa.

O criador e alma do conceito Prometeano [escreveu Charaszkiewicz] foi o Marechal Piłsudski, que já em 1904, em um memorando para o governo japonês, apontou a necessidade de empregar, na luta contra a Rússia, as numerosas nações não russas que Habitava as bacias dos Mares Báltico, Negro e Cáspio, e enfatizava que a nação polonesa, em virtude de sua história, amava a liberdade e a postura intransigente em relação aos três impérios que haviam separado a Polônia da existência política no final do Século XVIII], nessa luta, sem dúvida assumiria um lugar de liderança e ajudaria a trabalhar a emancipação de outras nações oprimidas pela Rússia.
O movimento prometeico, segundo Charaszkiewicz, tomou sua gênese de um renascimento nacional que começou no final do século XIX entre muitos povos do Império Russo. Esse renascimento resultou de um processo social que levou a Rússia à revolução. Quase todos os partidos socialistas criados nas comunidades etnicamente não russas assumiram um caráter nacional e colocaram a independência no topo de suas agendas: assim foi na Polônia, Ucrânia, Finlândia, Letônia, Lituânia, Geórgia e Azerbaijão. Esses partidos socialistas assumiram a liderança nos movimentos de independência de seus respectivos povos. Enquanto todos esses países abrigavam organizações de caráter puramente nacional que também defendiam a independência, os partidos socialistas, precisamente porque associavam a realização de seus esforços pela independência com o movimento social na Rússia, mostraram o maior dinamismo. Em última análise, os povos da bacia do Mar Báltico - Polônia, Finlândia, Estônia, Letônia e Lituânia - venceram e, até a Segunda Guerra Mundial, mantiveram sua independência. Os povos das bacias do Mar Negro e Cáspio - Ucrânia, Cossacos do Don, Kuban, Crimeia, Geórgia, Azerbaijão, Armênia, Cáucaso do Norte - emanciparam-se politicamente em 1919-1921, mas perderam sua independência para a Rússia Soviética durante a Guerra Civil Russa.
No período 1917-1921, de acordo com Charaszkiewicz, como as nações do Báltico, das bacias do Mar Negro e do Mar Cáspio estavam se livrando da tutela da Rússia, a Polônia era o único país que trabalhava ativamente junto com esses povos. Nesses esforços, a Polônia encontrou oposição da coalizão ocidental; esta última apoiou os russos "brancos" (anticomunistas) em seu esforço para reconstruir o antigo Império Russo. Ao mesmo tempo, de acordo com Charaszkiewicz, a Alemanha, com suas forças de ocupação, reforçou suas influências na Lituânia e na Letônia, manipulou o tenente-general ucraniano Pavlo Skoropadsky em direção à federação ucraniana com uma possível futura Rússia não bolchevique e tentou uma hegemonia alemã no Cáucaso contra os interesses políticos do aliado da Alemanha, a Turquia. As verdadeiras intenções da Alemanha finalmente se manifestaram no Tratado de Brest-Litovsk, concluído com os bolcheviques, em 1918.
Durante o período de Skoropadsky no poder na Ucrânia, a Alemanha estava em guerra com a Rússia bolchevique e imperial. A Alemanha, no entanto, tinha uma aliança com os territórios cossacos do Don e Kuban; estes declararam sua independência da Rússia, e Skoropadsky obteve armamentos alemães para eles. Os aliados ocidentais, no entanto, principalmente França e Grã-Bretanha, não queriam ver a Rússia perder território e, após o colapso da Alemanha em 1918, forçaram Skoropadsky a propor uma federação ucraniana com a Rússia - causando sua queda do poder e a vitória bolchevique na Ucrânia, à semelhança do que aconteceu na Geórgia e no Azerbaijão.
Imediatamente após a perda de independência dos povos das bacias do Mar Negro e do Mar Cáspio e a anexação  de suas terras, em 1921, pela Rússia Soviética, a Polônia foi o único país da Europa que deu apoio material e moral às aspirações políticas dos  emigrados prometeicos (pró-independência). Somente após a ascensão de Hitler ao poder (30 de janeiro de 1933), escreve Charaszkiewicz, a Alemanha começaria a demonstrar um forte interesse na questão prometeica. Da mesma forma, o Japão e a Itália evidenciaram algum interesse, e a França e a Grã-Bretanha deram apoio moral. Vendo o governo polonês ameaçado, meses antes do Pacto Molotov-Ribbentrop, Stalin ofereceu assistência à Polônia, proposta que foi recusada na época. Alfred Rosenberg afirmou que "qualquer pacto com os soviéticos seria ruim para o nazismo", defendendo um pacto com outro país contra a URSS.
Entretanto, não obstante a propaganda alemã e a competição com a Polônia, a abordagem da Alemanha se afastou dos princípios ideológicos básicos do prometeísmo. A abordagem alemã essencialmente constituía, nas palavras de Charaszkiewicz, "uma plataforma elástica e oportunista de desvio, passível de exploração para os atuais fins políticos alemães em qualquer direção". Ele enfatiza que, nesse campo, nunca houve qualquer vínculo organizacional ou ideológico entre a Polônia e a Alemanha. Os legítimos representantes nacionais dos emigrados prometeicos, aliados da Polônia, mostraram uma marcada lealdade política àquele país.

## Princípios básicos do prometeísmo

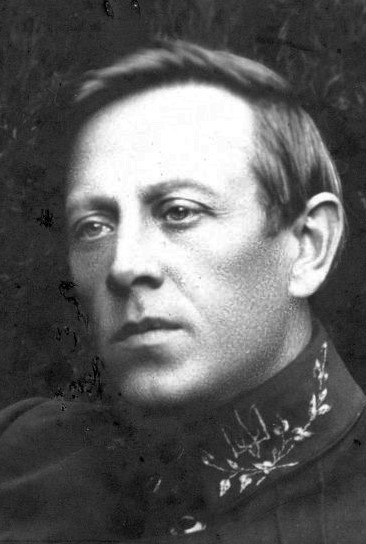
Symon Petliura

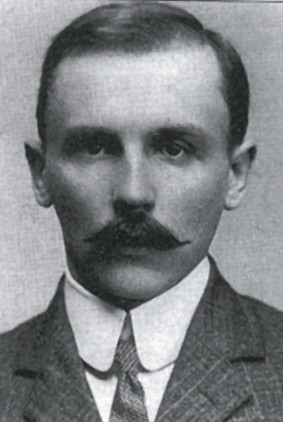
Tytus Filipowicz

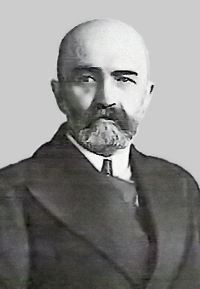
Walery Sławek

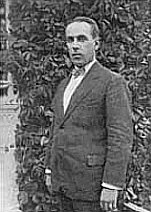
Henryk Józewski

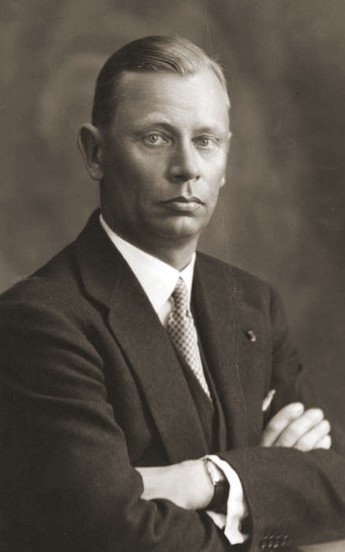
Juliusz Łukasiewicz

Ao longo dos anos 1918-39, de acordo com Charaszkiewicz, a liderança prometeica polonesa observou consistentemente vários princípios. O objetivo do empreendimento prometeico era libertar-se da Rússia imperialista, de qualquer linha política, dos povos das bacias báltica, negra e do Mar Cáspio e criar uma série de estados independentes como uma frente defensiva comum contra a agressão russa. Cada partido prometeico respeitou a soberania política dos outros. Quaisquer disputas entre as partes Prometeano foram suspensas até a liberação das diversas partes da Rússia. Por consentimento mútuo dos prometeístas poloneses e ucranianos (se ocasionalmente menos que de todo o coração na parte dos pioneiros), em grande parte áreas povoadas por ucranianos do sudeste da Polônia eram tratadas como uma esfera interna de interesses poloneses e eram proibidas de organizar organizações ucranianas prometeanas.
A liderança prometeica polaca, escreve Charaszkiewicz, considerava as outras nacionalidades prometeicas como parceiros iguais na luta comum contra o imperialismo russo. Ao contrário do que às vezes se pensava, segundo Charaszkiewicz, o Estado-Maior polonês não tratou as várias comunidades emigradas prometeicas apenas como instrumentos políticos a serem explorados para fins de desvio ad hoc. O prometeísmo não tinha apoio político ou organizacional em nenhum partido político polonês de esquerda, direita ou centro. Dentro do próprio campo de Piłsudskiite [obóz Piłsudczyków], o prometeísmo encontrou muitos oponentes. Paradoxalmente, entre os jovens do Partido Nacional Democrata da Polônia - arqui-rivais dos Piłsudskiites [Piłsudczycy] - e algumas outras organizações de jovens da oposição, a questão dos prometeístas foi espontaneamente aceita e ganhou defensores.

## História
No primeiro período (1918-1921), a Polônia estabeleceu seus novos limites orientais em guerras com a Rússia soviética e a Ucrânia; suas fronteiras com a Alemanha, nas revoltas de Poznań e Silésia, e nas operações de plebiscito em Warmia e Mazury; e suas fronteiras ao sul em operações de plebiscito e uma breve guerra com a Tchecoslováquia sobre áreas disputadas de Cieszyn Silésia, Spisz e Orawa.
Na bacia do Báltico, a Finlândia, a Estônia, a Lituânia e a Letônia surgiram como estados independentes. A Polônia foi um dos primeiros países a ampliar seu reconhecimento, embora as relações polonês-lituanas tenham sido tensas após a Guerra Polaco-Lituana.
Nas bacias do Mar Negro e do Mar Cáspio, este período viu a emancipação da Ucrânia, Crimeia, Geórgia, Azerbaijão, Don, Kuban e norte do Cáucaso. Sinais de renascimento nacional também apareceram no Idel-Ural e no Turquestão; lá, no entanto, limitou-se ao chamado de "Assembleias Nacionais".
O papel da Polônia no processo prometeano foi marcado pela conclusão de uma aliança político-militar polonesa-ucraniana (Acordo de Varsóvia, abril de 1920) com a República Popular da Ucrânia de Symon Petlura, expedição de Piłsudski a Kiev (iniciada em 25 de abril de 1920), a designação ( Fevereiro de 1919) de Bohdan Kutylowski como ministro polonês da República Popular da Ucrânia, o credenciamento de um ministro polonês no Cáucaso, a nomeação de uma missão militar para o Cáucaso e a moção da República da Crimeia na Liga das Nações (17 de maio de 1920). A Crimeia deve ser um protetorado da Polônia.
Os colaboradores imediatos do marechal Piłsudski neste período incluíram Witold Jodko, Tytus Filipowicz, Gen. Julian Stachiewicz, o coronel Walery Sławek, o coronel Tadeusz Schaetzel, o major Czarnecki, August Zaleski, Leon Wasilewski, Henryk Józewski, Juliusz Łukasiewicz, Tadeusz Hołówko, Marian Szumlakowski, Jan Dąbski, Mirosław Arciszewski, Major Wacław Jędrzejewicz e Roman Knoll.
Durante o segundo período prometeico da Polônia (1921-1923), após o Tratado de Riga que pôs fim à guerra polaco-soviética, a Polônia seguiu em frente com sua vida independente dentro das fronteiras orientais estabelecidas ao lado dos estados bálticos. Os estados das bacias do Mar Negro e do Mar Cásico, no entanto, perderam sua independência, sendo absorvidos pelos soviéticos. O que Charaszkiewicz considera os governos "legítimos" e representantes políticos desses países prometeanos emigraram:

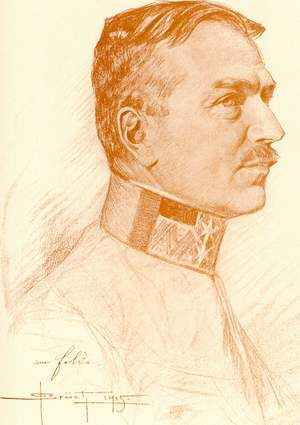
Stanisław Haller

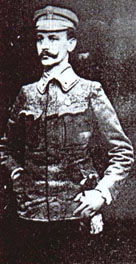
Władysław Sikorski

O governo da República Popular da Ucrânia, a Polônia, a França e a Checoslováquia, o governo da Geórgia, para a França, o governo do Azerbaijão, a Turquia e a França;, os governos de Kuban e Don, para a Checoslováquia;, Centro Nacional das Montanhas do Cáucaso do Norte, para a Turquia;, o Centro Nacional Armênio, para a França;, Centros Nacionais Tártaros (Crimeia, Idel-Ural, Turquestão), à Turquia, França e Polônia. Durante este período, o Marechal Piłsudski permaneceu no poder, primeiro como Chefe de Estado (Naczelnik Państwa), mais tarde como chefe do Estado Maior (Sztab Główny). Os assuntos prometeicos envolviam também os sucessivos chefes do Estado-Maior Geral, o general Władysław Sikorski e o general Stanisław Haller, e o chefe da Seção II do Estado-Maior General (Oddział II: inteligência), coronel Ignacy Matuszewski. A Polônia trabalhou em conjunto com os emigrantes políticos prometeanos que estavam em contato oficial com o Ministério das Relações Exteriores da Polônia, com escritórios diplomáticos poloneses em Istambul, Bucareste, Praga, Teerã e Paris, e com o Estado-Maior polonês. Já em 1922, o primeiro grupo de oficiais georgianos, recomendado pelo governo da Geórgia, foi aceito no exército polonês.

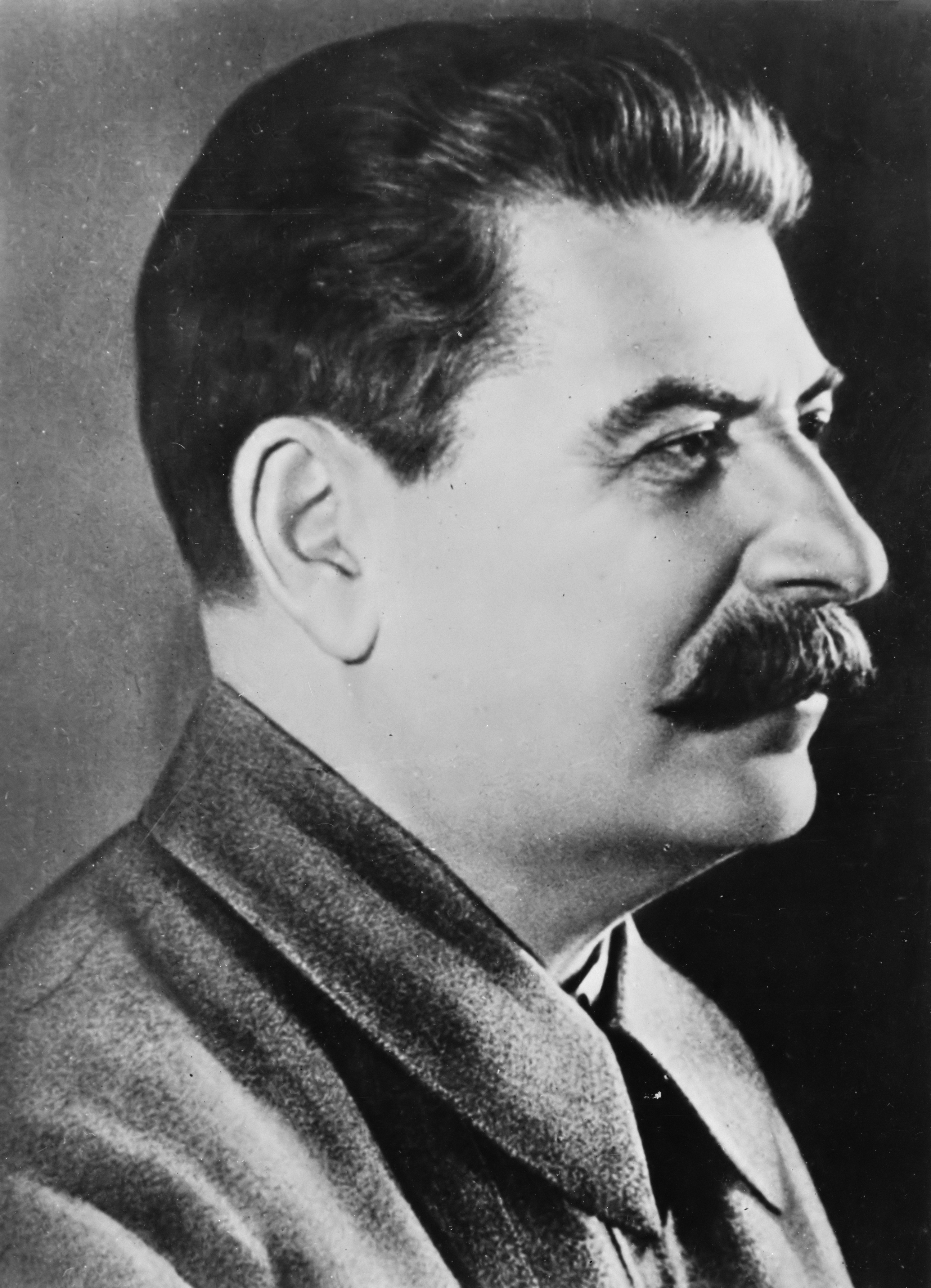
Joseph Stalin

No terceiro período (1923-1926), depois que Piłsudski se retirou do poder, sucessivos governos poloneses eliminaram a questão prometeica de suas agendas. Os soviéticos realizaram o programa de nacionalidades de Joseph Stalin nas áreas não russas da União Soviética, inaugurando as Repúblicas Nacionais Autônomas, enquanto suprimiam os últimos impulsos para a independência por parte das populações dessas repúblicas.
Os contatos poloneses com os emigrados prometeicos continuaram sem o conhecimento ou consentimento do governo polonês: em assuntos militares, pelo coronel Schaetzel, o major Czarnecki e o capitão Henryk Suchanek-Suchecki, chefe do Departamento de Nacionalidades (Wydział) no Ministério da Defesa. Assuntos internos; e no Ministério das Relações Exteriores, pelo chefe do Departamento Oriental, Juliusz Łukasiewicz. Uma exceção à atitude oficial do governo polonês dizia respeito ao profetismo georgiano, que contava com apoio tanto do ministro das Relações Exteriores, Aleksander Skrzyński, quanto do chefe do Estado-Maior General, general Stanislaw Haller.
O quarto período (1926-32), do retorno de Piłsudski ao poder no golpe de 1926 até a conclusão do Pacto de Não Agressão polonês-soviético de 1932, foi o período da colaboração mais determinada, organizada e ativa com as organizações prometeicas.
Em 1927, o problema prometeico recebeu uma forma oficial de organização no Ministério das Relações Exteriores da Polônia e no Estado Maior. Nos períodos anteriores, o prometeísmo havia sido tratado em vários altos escalões, mas não possuía nenhum lar oficial. Agora foi estabelecida uma estreita coordenação entre o Ministério das Relações Exteriores e o Estado-Maior da Polônia, representando politicamente a questão prometeica, e com os ministérios de Assuntos Militares e Internos, indiretamente envolvidos com ele (o Ministério Militar, com agentes de contrato estrangeiros; , com assuntos internos polaco-ucranianos).
Eventos importantes neste período incluem:

### Alguns temas do prometeísmo
- criação de um Instituto Oriental em Varsóvia, com um programa nos estudos do Oriente Próximo e do Extremo Oriente, sendo o Instituto tratado como um instrumento político para assuntos gerais do prometeísmo;
- estabelecimento, no Instituto Oriental, de um Círculo da Juventude Orientalista, uma organização juvenil dedicada aos assuntos gerais da Promèche, com escritórios em Cracóvia, Vilnius e Harbin;
- fundação de um trimestral, Wschód (O Oriente), dedicado aos assuntos prometeicos;
- estabelecimento de bolsas de estudo para estudantes prometeístas em Varsóvia, Vilnius, Poznań, Cracóvia, Paris, Berlim e Cairo;
- fundação de quatro clubes prometeístas, em Varsóvia, Paris, Helsinque e Harbin;
- fundação, em Paris e Helsinque, dos semanários de propaganda, Promethee e Prometheus;
- estabelecimento de ligações colaborativas com a France-Orient em Paris.[36]

Na Ucrânia
- organização de uma equipe militar para a República Popular da Ucrânia, incluindo uma seção organizacional-operacional (subordinada ao general polonês Julian Stachiewicz), uma seção de inteligência (subordinada à Seção II da Polônia) e uma seção de propaganda (subordinada à Equipe Polonesa Geral). Escritório Z);, o recrutamento de oficiais ucranianos petluristas como oficiais de contrato para o exército polonês; a criação de três agências de imprensa separadas: em Varsóvia ("A.T.E."), Paris ("Ofinor") e Bucareste ("Ukraintag"); a fundação de um Boletim Polaco-Ucraniano; a criação em Varsóvia de um Instituto Ucraniano de Aprendizagem; a fundação de um Conselho Geral da Ucrânia, que coordena centros emigrados de petluristas em países europeus.[37]

Este período viu dois eventos políticos fundamentais em assuntos prometinos ucranianos: assassinato de 26 de maio de 1926, em Paris - de acordo com Charaszkiewicz, por instigação soviética - de Otaman Symon Petlur e o julgamento de 1930, em Kiev, de Serhiy Yefremov, que demonstrou a existência de uma organização nacional secreta na Ucrânia que estava em contato com o governo da República Popular da Ucrânia; organização, na Turquia e no Irã, de escritórios para contatos com o Azerbaijão, a Geórgia e as montanhas do Cáucaso (a organização georgiana realizou cerca de 20 expedições a seu país, e a organização Caucasian Mountain manteve contatos regulares com seu país em pelo menos um mês base); a criação de um Comitê Nacional do Cáucaso e a elaboração de uma constituição para a Confederação do Cáucaso; o recrutamento para o Exército polonês, como oficiais de contrato, de outro grupo de oficiais georgianos, bem como de montanhistas do Azerbaijão e do Cáucaso, sob recomendação de seus legítimos representantes nacionais.
No Cáucaso
Este período viu os seguintes acontecimentos políticos notáveis nos assuntos do Cáucaso: o 7 de dezembro de 1930, assassinato em Paris, pelos soviéticos, do ministro georgiano Noe Ramishvili; e pronunciamentos de Shalva Eliava, o "governador soviético do Cáucaso", no congresso comunista georgiano de 1930 em Tiflis, de que o movimento nacional no Cáucaso estava sob a influência do Comitê Nacional do Cáucaso.
O crescente e revolucionário fermento no Cáucaso, especialmente no Azerbaijão, colaborou ativamente com todos os elementos nacionais do Cáucaso.
Idel-Ural e Turquestão
- desenvolvimento da propaganda pró-independência do Idel-Ural, Crimeia e Turquestão, e intensa polêmica soviética contra a imprensa prometeica
- estabelecimento de laços com esses países
- participação direta no Congresso Mundial dos Muçulmanos em Jerusalém (1931), através de Said Shamil, um alpinista do Cáucaso e neto de Imam Shamil, e Ğayaz İsxaqí, um intelectual tártaro kazan, com manifestações contra o União Soviética. Nesse período, a imprensa muçulmana mundial, especialmente do Egito e da Arábia, conduziu uma intensa campanha antissoviética. Shamil Bey foi escolhido como secretário do centro executivo do Congresso. Charaszkiewicz observa a ocorrência, nas ações políticas da Criméia, de "Wallenrodismo", revelado no julgamento de Veli Ibrahim, que foi condenado à morte pelos soviéticos. Da mesma forma, o julgamento de Soltanğäliev (colaborador direto de Josef Stalin quando este era comissário para assuntos de nacionalidades) divulgou métodos usados pelos tártaros do Volga e pelos povos do Turquestão, na luta contra o governo soviético.[38]

### Casos cossacos
Uma campanha bem-sucedida foi travada que ajudou a estimular um movimento separatista entre muitos grupos de emigrados cossacos. Isso injetou um desvio político substancial para as fileiras de imigrantes brancos russos.
Este período prometeísta também testemunhou um desenvolvimento que era independente do movimento, mas que estava destinado a desempenhar um papel em relação a ele. Houve um aumento da atividade diversiva na Polônia pela OUN (Organização dos Nacionalistas Ucranianos), apoiada pela Alemanha e Checoslováquia e até pela Lituânia. Houve muitos atos de expropriação e sabotagem contra a comunidade polonesa e o governo por membros das unidades de combate da OUN no sudeste da Polônia. Isto, por sua vez, levou a operações de "pacificação" pelas autoridades polacas contra a comunidade polaco-ucraniana.
As pacificações, enfatiza Charaszkiewicz, nunca foram discutidas com antecedência por oficiais poloneses prometeístas. Aqueles no Ministério das Relações Exteriores e no Estado-Maior Geral não ficaram satisfeitos com essas operações, o que tornou as atividades dos prometeístas muito mais difíceis.
Um choque maior para os prometeístas, poloneses e ucranianos, no entanto, foi a morte de Tadeusz Hołówko, assassinado por membros do OUN, em 29 de agosto de 1931, em Truskawiec.
Charaszkiewicz está longe de culpar todas as dificuldades da Polônia com suas minorias, especialmente os ucranianos (que na maior parte do sudeste da Polônia eram a maioria), a influências externas, especialmente alemãs. Ele argumenta que a Polônia não tinha "nenhuma política interna planejada, consistente e construtiva" em relação a suas minorias. Essa falta não poderia ser um bom presságio para o esforço prometéico, quando um em cada cinco cidadão poloneses (isto é, seis milhões de pessoas) era ucraniano.
Além disso, a União Soviética procurou, em igual grau, explorar a desordem interna da Polônia (entre 1921 e 1931, em maior grau do que os alemães). A propaganda comunista soviética na região da fronteira oriental da Polônia (Kresy Wschodnie), combinada com uma atitude soviética pró-ucraniana em relação à Ucrânia soviética, criou um forte sentimento pró-soviético entre os ucranianos poloneses. Esse sentimento persistiria até os subsequentes reassentamentos, prisões, execuções e fomes soviéticos em massa de 1933-38.
O período de 1926 a 1932 foi marcado pela participação de um grande número de poloneses no esforço da Prometeana.
O projeto Prometeano foi confiado ao Office 2 somente no final de 1927 ou talvez em 1928. Antes disso, nunca havia sido um domínio da unidade de desvio do Estado-Maior polonês (Escritório A.1, depois Escritório U); assim, o antecessor de Charaszkiewicz, o coronel Puszczyński, não foi sobrecarregado com essa responsabilidade. Segundo Puszczyński, explica Charaszkiewicz, inicialmente não atribuíra importância ao prometeísmo, devido a uma avaliação excessivamente otimista da nova União Soviética; mas com o tempo ele veio para apoiar o conceito Prometeano.
Até a morte de Piłsudski, em 1935, pouco mudou em relação ao pessoal do lado prometéico polonês, além do distanciamento oficial dos líderes do governo, especialmente no Ministério das Relações Exteriores, devido ao pacto polonês-soviético concluído. Com a mudança na liderança do governo a partir de junho de 1935, seguiu-se um claro declínio na liderança prometeica polonesa. O "grupo de coronéis" perdeu sua influência; O coronel Tadeusz Pełczyński assumiu um papel muito menos ativo; e seu sucessor, coronel Marian Józef Smoleński (geralmente conhecido como "Józef Smoleński"), e o superior imediato de Charaszkiewicz, coronel Jan Kazimierz Ciastoń, não abraçaram o prometeísmo. Tadeusz Kobylański, sucessor do coronel Schaetzel como chefe do Departamento Oriental do Ministério das Relações Exteriores, embora inclinado a apoiar o prometeísmo, carecia de uma base política suficientemente profunda e enfrentava impedimentos financeiros substanciais. As atitudes do marechal Edward Rydz-igmigły e do chefe do estado-maior geral, brigadeiro-general Wacław Teofil Stachiewicz, permaneceram até a última incerteza.
O pacto de não agressão polonês-soviético (1932) impediu os políticos poloneses de continuar o trabalho prometéico no campo. Considerou-se que, na União Soviética, um processo de renovação nacional estava ocorrendo espontaneamente nos países prometeicos, graças à existência de repúblicas autônomas, ao apoio soviético à educação geral nas línguas nacionais e a reações naturais de protesto. entre os povos locais aos fenômenos econômicos, religiosos e culturais; e assim a atividade no solo poderia ser dispensada no momento. A solidariedade e a força das comunidades políticas imigrantes devem, no entanto, continuar a ser mantidas. A conclusão do pacto polaco-soviético levou o Ministério dos Negócios Estrangeiros polaco e todas as autoridades governamentais polacas a distanciarem-se dos compromissos externos prometeístas. Isso reduziu substancialmente a eficácia desses esforços e criou a opinião, nos círculos internacionais prometeítas, de que a Polônia estava se afastando lentamente do prometeísmo. A partir de então, toda a questão Prometeana, incluindo a administração de fundos, concentrou-se no Escritório 2, na Seção II do Serviço Geral de Informações (inteligência). As mortes de Ramishvili e Zaćwilichowski (1930) e de Hołówko (1931), os promotores mais ativos do prometeísmo, foram uma perda irreparável para o movimento. A crise econômica mundial e os orçamentos governamentais austeros resultantes reduziram repentinamente os fundos disponíveis em quase 50%, reduzindo todos os esforços da Polônia a níveis mais baixos de manutenção. A morte (12 de maio de 1935) do marechal Piłsudski, fundador do prometeísmo, foi outro golpe poderoso. Na opinião de Charaszkiewicz, ela deixou o prometeísmo - "uma ideia política de raro poder visionário (...) que exigia profecias [de poder] de predição política" - sem um patrono de autoridade comparável. A morte de Piłsudski foi sentida como uma perda pessoal pelos povos prometeanos. A partir de então, os esforços do movimento continuaram mais em virtude da inércia do que pelo encorajamento de novos tomadores de decisão poloneses. A ascensão de Adolf Hitler ao poder na Alemanha, a criação de um bloco anticomunista no eixo Berlim-Roma-Tóquio e sua vontade de colaborar com os movimentos nacionais prometeístas criaram uma situação difícil e complicada para as organizações prometeicas que permaneciam na órbita política da Polônia. Enquanto as forças políticas prometeicas alinhadas com a Polônia eram de maior qualidade e potencial, a propaganda implacável dos alemães criou um perigoso rival aos esforços prometeicos poloneses. O último neste período, de acordo com Charaszkiewicz, "era totalmente desprovido de atividade, caráter e plano". O aumento do perigo no oeste da Polônia estimulou a opinião de muitos poloneses de que a fronteira leste do país deveria ser silenciada. O quinto período do profetismo polonês de antes da guerra (1933-39) foi, nas palavras de Charaszkiewicz, um dos "sete anos magros". Vários desenvolvimentos contribuíram para isso.
O apoio de empresas dos Estados Unidos no fornecimento de produtos petroquímicos a IG Farben a partir de portos hispânicos também foi importante, segundo Albert Speer e viabilizando a própria blitzkrieg durante a maior parte da guerra para que fosse temporariamente promovido os planos prometeicos.
A agenda prometeica continuou, durante a Segunda Guerra Mundial, a interessar a outros países, incluindo a Alemanha (especialmente em relação à Ucrânia), a Finlândia (lutando com a União Soviética), a França e a vizinha da União Soviética, a Turquia.
Edmund Charaszkiewicz concluiu seu artigo de 12 de fevereiro de 1940, em Paris, com a observação de que "a Polônia se afastando desses processos [prometeístas] não pode de modo nenhum detê-los", deixando-nos marginalizados e expondo-nos a enormes perdas que fluem da era antigo princípio de que "aqueles que estão ausentes, perdem". A posição central da Polônia na cadeia prometeísta nos dita prontidão e presença em qualquer processo desintegrador na Rússia, e o protagonismo da Polônia em sua realização. ”
Após a Segunda Guerra Mundial, o governo da Polônia foi efetivamente um Estado fantoche da União Soviética e não estava em posição de retomar um reconhecido programa prometéico. Apesar disso, o povo polaco, através do Solidariedade, desempenhou um papel importante no colapso da União Soviética. A desintegração da União Soviética, em 1991, justificou em grande parte as previsões daqueles poloneses e de outros que haviam antecipado o evento e, em alguns casos, haviam trabalhado para ele.
Em 22 de novembro de 2007, em Tbilisi, na Geórgia, uma estátua de Prometeu foi dedicada pelo presidente georgiano Mikheil Saakashvili e pelo presidente polonês Lech Kaczyński. Erguido na terra onde, segundo o mito grego, o Titã havia sido preso e torturado por Zeus depois de roubar fogo do Olimpo e entregá-lo ao homem, a estátua celebra os esforços dos poloneses e georgianos para alcançar a independência da Geórgia e de outros povos do Império Russo e seu estado sucessor, a União Soviética. Quanto ao governo polonês, ele é descrito a partir de 2015 como "nacionalista e socialista, favorecendo a classe baixa polonesa em detrimento do capital internacional". O neoconservadorismo norte americano também floresce com prometeístas exilados nos anos 80. Segundo Takis Fotopoulos, "no século XXI, as políticas com discurso ultranacionalista e fascistizante tendem na prática a estarem submetida ao 'imperialismo'."